# Fouad Habbani
Fouad Habbani est un sportif français né le 31 juillet 1973.
Il est dix-sept fois champion du monde de full-contact : neuf fois champion du monde professionnel et huit fois champion du monde amateur.